# Американская оккупация Веракруса
Американская оккупация Веракруса 1914 года — захват ВМФ США одного из крупнейших портов Мексики 21 апреля 1914 года. Оккупация Веракруса является одним из эпизодов Мексиканской революции 1910—1917 гг.

## Предыстория конфликта

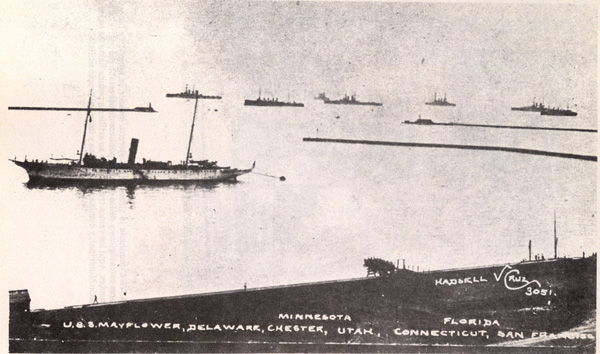
Американские военные корабли в Веракрусе

В феврале 1913 года в Мексике произошёл контрреволюционный переворот. Власть захватил генерал Викториано Уэрта, объявивший себя временным президентом и установивший диктатуру. Для восстановления конституционного правления противники Уэрты сплотились вокруг Венустиано Каррансы, который стал главнокомандующим конституционалистской армии.
Уже к лету 1913 года режим Уэрты признали все основные европейские государства. Однако с признанием нелегитимного правительства не спешили Соединённые Штаты Америки, которые к тому же ввели эмбарго на продажу Мексике оружия. В октябре Уэрта распустил Конгресс, а депутатов подверг репрессиям. Согласно договорённости с США в том же октябре диктатор должен был провести президентские выборы. Однако Уэрта всячески затруднял голосование, результаты которого были признаны недействительными, и таким образом остался временным президентом. Эти антиконституционные действия вызвали раздражение правительства США и недавно избранного президента Вудро Вильсона, имевшего репутацию защитника демократических ценностей. Кроме того, революция поставила под угрозу собственность американских монополий, в частности сказываясь на добыче стратегически важных для США нефти и каучука.
К интервенции американцев подталкивали и такие события, как дело Бентона. В феврале 1914 года в Мексике был расстрелян британский землевладелец Уильям Бентон, якобы покушавшийся на жизнь революционного генерала Франсиско Вильи. Бентон явился в ставку Вильи и, угрожая оружием, потребовал вернуть конфискованные у него земли. Однако он был схвачен и передан военно-полевому суду, который и вынес смертный приговор. Английское правительство не имело дипломатических отношений с конституционалистами, поэтому оно обратилось к правительству США с просьбой выяснить подробности инцидента. Соединённые Штаты потребовали эксгумации тела и последующей экспертизы. Венустиано Карранса, которому формально подчинялся Вилья, отклонил это требование. Он также предостерёг правительство Вильсона от агрессии, заявив, что Мексика будет защищать свой суверенитет силой оружия.

## Начало интервенции

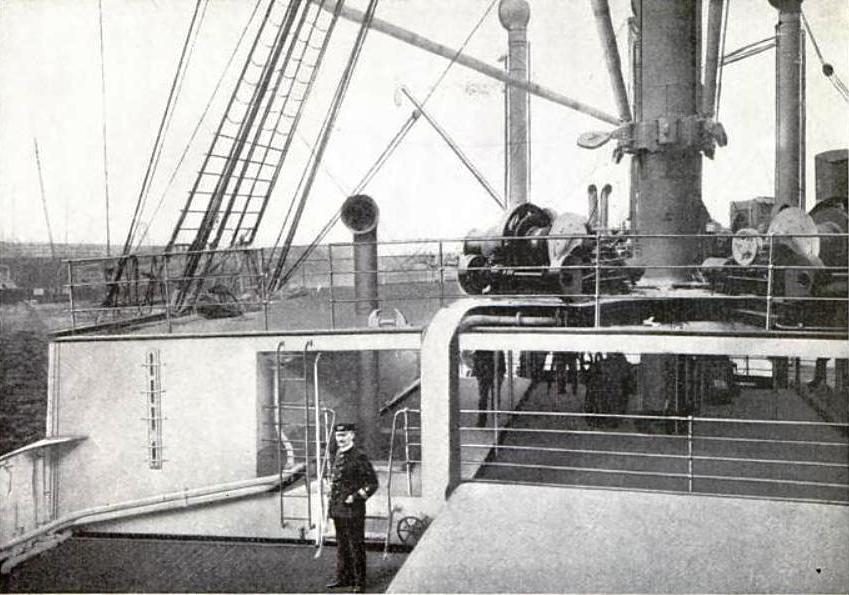
Фотография палубы «Ипиранги», около 1911 г.

Поводом к оккупации Веракруса послужил арест восьми американских моряков в Тампико. Ещё во время событий февраля 1913 года США отправили к мексиканским портам Тампико и Веракрус несколько кораблей Атлантического флота ВМС США. Эти меры были предприняты на случай необходимости эвакуации из воюющей Мексики иностранцев. Командующим эскадрой, стоявшей в гавани Тампико, был адмирал Генри Майо, а эскадрой в Веракрусе — адмирал Фрэнк Фрайдэй Флетчер. 9 апреля 1914 года моряки с крейсера «Дельфин» отправились за керосином на склад в Тампико. С конца марта город находился под осадой конституционалистов, и стратегический мост рядом с этим складом накануне был объявлен запретной зоной. Поэтому моряки вызвали подозрения у военного патруля, который задержал их до выяснения подробностей.
Обстоятельства дела были выяснены практически сразу, и начальник военного сектора немедленно отпустил американцев, принеся свои извинения. Тем не менее адмирал Майо счёл это недостаточным. Мексиканским властям был предъявлен ультиматум: они должны были дать письменные извинения и засвидетельствовать своё почтение флагу США, дав салют из 21 орудийного залпа. Эти требования предписывалось удовлетворить в 24 часа. Решение Майо было одобрено Министерством ВМС США и президентом Вильсоном. Последний пункт ультиматума был отклонён мексиканской стороной, и 14 апреля Атлантическому флоту США было приказано выдвигаться к Тампико. Тогда президент Уэрта, боявшийся, что принятие унизительных требований приведет к антиправительственным восстаниям, согласился на салют, но с условием аналогичного жеста со стороны США в отношении мексиканского флага. Это в свою очередь не устраивало американские власти, поэтому ультиматум был продлён до 19 числа.

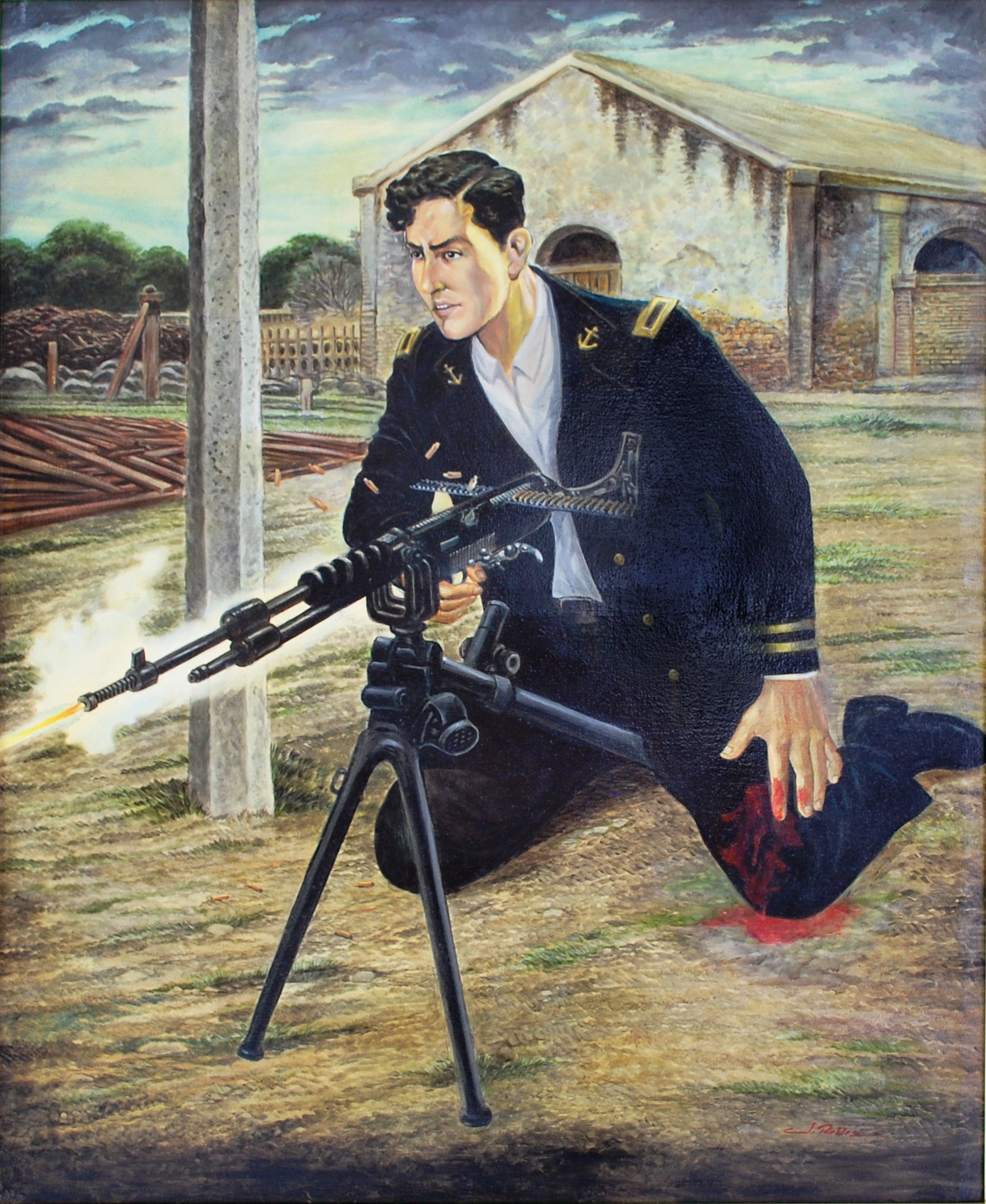
Подвиг лейтенанта Хосе Асуэты. Картина из Музея военно-морской истории в Мехико

Вечером 20 апреля правительство США получило известие о том, что в Веракрусе собирается пришвартоваться немецкое судно «Ипиранга» с грузом винтовок, пулемётов и боеприпасов. Это оружие было закуплено для Уэрты в 1913 году в США российским вице-консулом Леоном Раастом. Из-за эмбарго груз был отправлен через Одессу в Гамбург, откуда его и вёз теперь немецкий корабль. Адмиралу Флетчеру было приказано захватить «Ипирангу». Но поскольку такие действия могли быть расценены Германией как пиратство, приказ был отменён, а Флетчеру предписывалось захватить порт и арестовать груз уже на мексиканской таможне. Адмиралу Майо также предписывалось выдвинуться со своей эскадрой в Веракрус, оставив в Тампико лишь корабль «Дельфин». Однако Майо боялся оставить город, в котором могли начаться погромы американских граждан, поэтому Флетчер под свою ответственность разрешил ему остаться в Тампико. Сам Флетчер тем временем готовил десант из 1200 матросов и морских пехотинцев, который высадился в Веракрусе в 11:30 утра 21 апреля. За короткое время американцы заняли порт, таможню, центральный телеграф, вокзал и склады. На перехват «Ипиранги» был отправлен линкор «Юта».
До начала операции консул США пытался договориться о сдаче города с командующим гарнизоном Веракруса генералом Густаво Маасом. Хотя Маас, силы которого состояли из 600 солдат и нескольких сотен гражданских добровольцев, ответил, что намерен сопротивляться, военный министр Аурелиано Бланкет приказал ему вывести войска из города. Приказ был получен с опозданием — регулярные войска и волонтёры уже вступили в бои с американским десантом. И даже после вывода гарнизона гражданское население продолжало сопротивляться американцам. В результате боев с мексиканскими военными и волонтёрами к концу дня потери среди американцев составляли 4 человека убитыми и 20 ранеными. 22 апреля у Веракруса сосредоточился практически весь Атлантический военный флот США. Высадилось ещё 3000 человек, которых  мексиканцы немедленно обстреляли. Героическое сопротивление оказали курсанты военно-морского училища, в конце концов подавленные корабельной артиллерией. Среди защитников Веракруса также прославились своей храбростью лейтенант Хосе Асуэта, который удерживал позиции своего небольшого отряда, пока не был тяжело ранен, и погибшие в боях курсант Вирхилио Урибе и священник Энрике Мондрагон. К 11 часам утра 22 апреля весь город был захвачен американцами. Потери среди военнослужащих США составили 17 человек убитыми и 63 ранеными. Мексиканцы потеряли убитыми 120 человек.

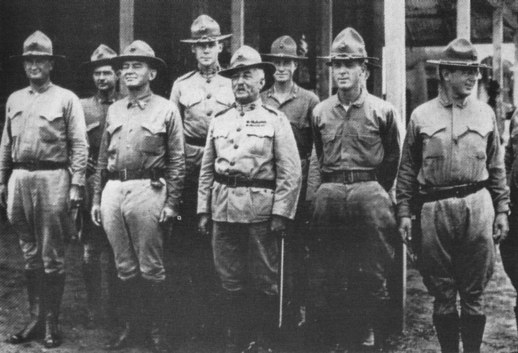
Офицеры Первой бригады морской пехоты США, Веракрус, 1914 г.

Оказанное сопротивление отодвинуло вопрос с «Ипирангой» на второй план. Государственный секретарь США принёс извинения германскому послу в Вашингтоне, а «Ипиранга» выгрузила оружие в гавани Пуэрто-Мехико (ныне Коацакоалькос). Но из-за задержки Уэрте так и не удалось использовать его в основных сражениях этого периода гражданской войны. Поскольку интервенция вызвала взрыв народного возмущения, Уэрта намеревался использовать её как предлог для объединения расколовшейся на два лагеря страны. Революционерам предлагалось сложить оружие в обмен на помилование, находящиеся в тюрьме депутаты Конгресса были освобождены. Несмотря на эти меры, поддержки оппозиции, желавшей бороться с интервенцией самостоятельно, Уэрта не получил. В отношении самой оккупации революционеры демонстрировали отсутствие общей позиции. Карранса требовал немедленного вывода американских войск. Более радикальной была позиция генерала Альваро Обрегона, предлагавшего объявить Соединённым Штатам войну. Вилья же наоборот поддерживал захват Веракруса, поскольку он лишал Уэрту таможенных сборов. Однако он, как и неподчинявшийся Каррансе крестьянский лидер Эмилиано Сапата, был готов к борьбе в случае дальнейшего продолжения интервенции.
27 апреля в Веракрусе высадились солдаты бригадного генерала Фредерика Фанстона, назначенного военным губернатором города и его окрестностей. Все основные административные должности также заняли американские офицеры. К этому времени в Веракрусе находилось уже 8.000 военнослужащих США. Однако для продвижения вглубь страны этих сил было недостаточно. Оккупация города вызвала осуждение латиноамериканских стран и, что было более важно для американцев, основных государств европейского континента. Поэтому администрация США стала искать выход из сложившегося затруднительного положения. В этой ситуации весьма вовремя от Аргентины, Бразилии и Чили поступило предложение о посредничестве в американо-мексиканском конфликте. Решено было провести международную конференцию в Канаде, для чего был выбран город Ниагара-Фолс.

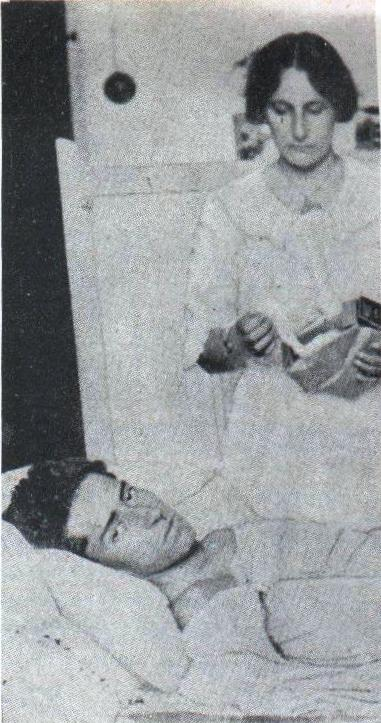
Хосе Асуэта в госпитале, 1914 г.

## Завершение оккупации
Конференция в Ниагара-Фолсе состоялась 20 мая 1914 года. Изначально Мексику представляли делегаты от правительства Уэрты, но позднее к ним присоединились представители Каррансы. К тому времени работа конференции зашла в тупик, поскольку США настаивали на отставке Уэрты и передаче власти конституционалистам, а мексиканские реакционеры, соглашаясь на отставку диктатора, требовали гарантий для сохранения своего режима. Карранса же хотел получить власть без помощи США, которые могли попытаться вмешаться в его политику. 1 июля конференция закончилась. Делегаты пришли к соглашению о создании нового правительства на основе договорённости между Каррансой и Уэртой.
Однако несмотря на соглашение, достигнутое в Ниагара-Фолс, конституционалисты не прекратили борьбу, и ввиду их военных успехов 15 июля 1914 года Викториано Уэрта вынужден был уйти в отставку. Пришедший к власти Карранса потребовал от США прекращения оккупации Веракруса. В ответ США требовали не подвергать репрессиям сотрудничавших с оккупационной администрацией мексиканцев, которым по мексиканским законам грозила смертная казнь. После долгих колебаний Карранса предоставил такие гарантии, и США, уже готовившиеся к участию в Первой мировой войне, начали вывод войск. 23 ноября 1914 года американские войска полностью оставили Веракрус.